# KinoPoisk
KinoPoisk – rosyjska komercyjna internetowa baza filmowa zamieszczająca informacje i recenzje o filmach, ludziach kina i wydarzeniach ze świata filmu (również reklamy).
Serwis został oficjalnie uruchomiony 7 listopada 2003 roku. Jego twórcami byli dwaj 22-latkowie, studenci informatyki: Witalij Tacyj i Dmitrij Suchanow, którzy za wzór mieli IMDb. Obecnie jest to najpopularniejszy rosyjskojęzyczny serwis filmowy, który codziennie odwiedza ok. 2 mln internautów. W rankingu popularności serwisu Alexa „KinoPoisk” zajmuje 32. miejsce w Rosji i 555. na świecie.
Jego właścicielami są (2013): rosyjska spółka „KinoPoisk” (60 procent udziałów) i francuska „AlloCiné” (40 procent udziałów).

## Treść
- opisy filmów
- biogramy ludzi związanych z kinem (aktorów, reżyserów itp.)
- nowości filmowe
- wywiady z gwiazdami kina
- fotogalerie
- terminarz premier
- gry i konkursy dla kinomanów
- programy TV
- sondaże
- rankingi filmowe
- wpływy kasowe w Rosji, USA i na świecie
- katalog płyt DVD i Blu-ray
- archiwum nagród filmowych